# Aydıngün, Yerköy
Aydıngün là một xã thuộc huyện Yerköy, tỉnh Yozgat, Thổ Nhĩ Kỳ. Dân số thời điểm năm 2010 là 251 người.